# 今治湯ノ浦インターチェンジ

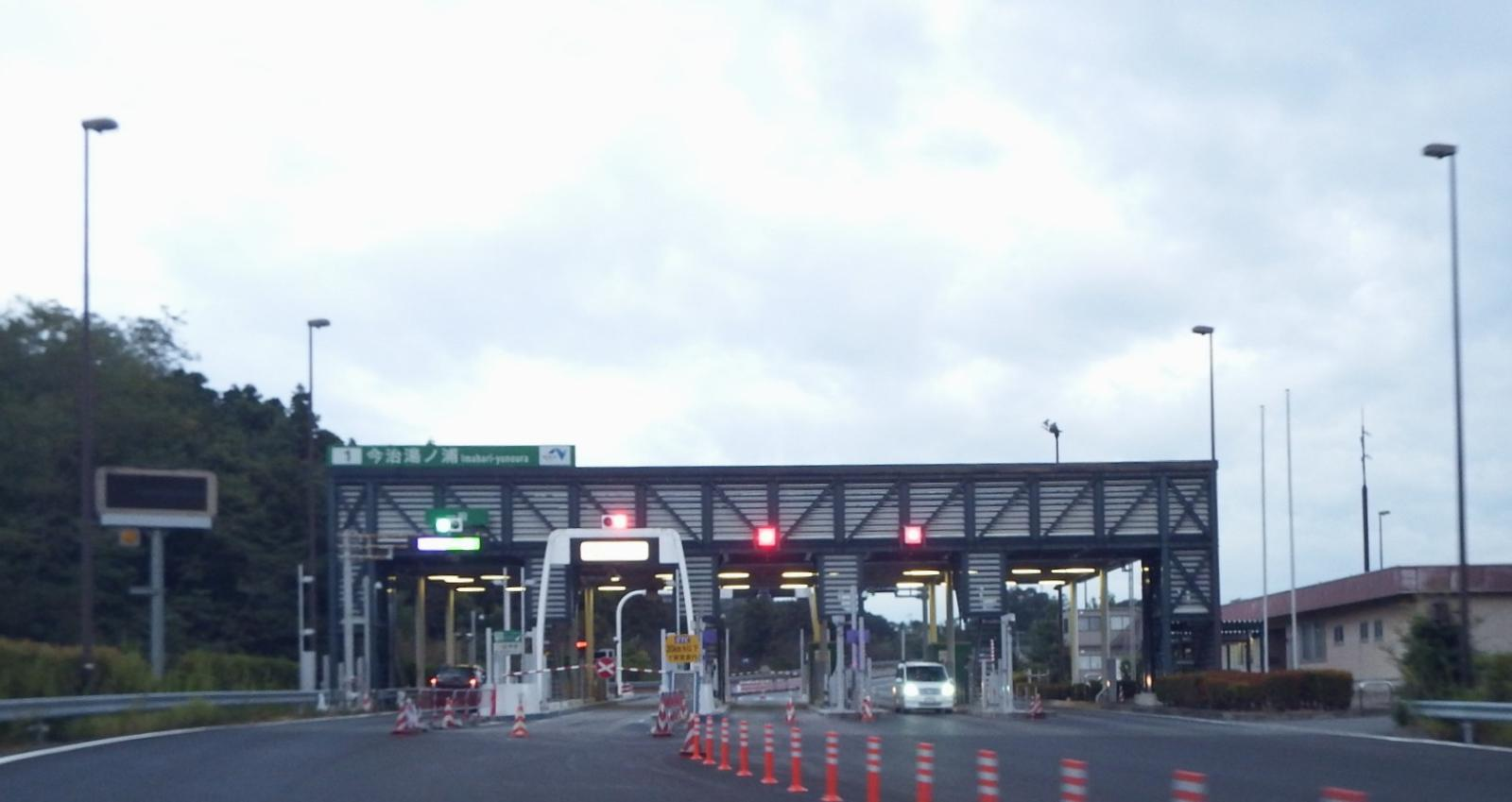
入口

今治湯ノ浦インターチェンジ（いまばりゆのうらインターチェンジ）は愛媛県今治市長沢にある今治小松自動車道のインターチェンジである。
今治小松自動車道のうち、今治道路の終点、今治小松道路の起点となるインターチェンジである。
計画段階では今治東ICとして計画されていた。

## 道路
- 今治小松自動車道（1番）
- 接続する道路：国道196号（今治バイパス）

## 料金所
- ブース数：5

### 入口
- ブース数：2
  - ETC専用：1
  - 一般：1

### 出口
- ブース数：3
  - ETC専用：1
  - 一般：2

## 周辺
- 休暇村瀬戸内東予
- ケーオーホテル(2020年12月末閉館)
- ホテルアジュール汐の丸
- ホテル橘(2025年現在閉業)
- いまばり湯ノ浦ハイツ(2019年12月末閉館)
- クアハウス今治
- 道の駅今治湯ノ浦温泉
- 湯ノ浦温泉
- 桜井総合公園
- 伊予桜井漆器会館

## 隣
E76 今治小松自動車道（今治道路・今治小松道路）
今治朝倉IC（予定） - (1)今治湯ノ浦IC - (2)東予丹原IC